# ويندوز فون 8.1
ويندوز فون 8.1 هو الجيل الحالي من نظام تشغيل الهواتف الذكية ويندوز فون خَلَفاً لنظام ويندوز فون 8. أُصدر النظام بشكله الكامل لمطوري ويندوز فون بتاريخ 14 نيسان 2014, وأصبح متاحاً للجميع بتاريخ 15 تموز 2014. جميع الهواتف التي كانت تعمل بنظام ويندوز فون 8 تم إصدار التحديث لها.
سوف يُتبعُ النظام بنظام ويندوز 10 وأغلب أجهزة ويندوز فون 8.1 سوف تكون قادرة على أن يتم ترقيتها، وذلك بالنسبة إلى توافق الجهاز.

## ميزات
نظام ويندوز فون 8.1 يقدم مزايا جديدة ملفتة للنظر، أغلب هذه المزايا كُشِف عنها النقاب بعرض مسبق أصدر للمطورين بتاريخ 10 شباط. ومنها:

### كورتانا
انظر مقالة مفصلة: كورتانا
كورتانا هي مساعدة شخصية صدرت وأضيفت لنظام ويندوز 8.1, وهي مشابهة إلى حدٍ ما لـ سيري الخاصة بـ أبل وجوجل ناو الخاصة بأجهزة أندرويد، يأتي اسم كورتانا من سلسلة لعبة هالو، التي هي امتياز حصري لـإكس بوكس وويندوز. تحتوي ميزات كورتانا على أن تكون قادرة على إعداد المنبه، التّعرف على الصّوت الطبيعي دون أن يضطر المستخدم إلى إدخال سلسلة من الأوامر محددة مسبقا والإجابة على الأسئلة باستخدام معلومات من بنج (مثل الظروف الحالية للطقس وحركة المرور، ونتائج المباريات الرياضية، والسير الذاتية).
تستخدم كورتانا كذلك ميزة خاصة تسمى «مذكرة», حيث أنها ستجمع المعلومات والإهتمامات الخاصة بالمستخدم بشكل تلقائي مرتكزة على إستخداماته، وتسمح للمستخدم بإضافة معلومات شخصية إضافية كأوقات الراحة والأصدقاء المقربون المسموح لهم أن يجتازوا أوقات الراحة. بإمكان المستخدم أيضاً أن يحذف المعلومات من المذكرة إذا شعر بأنه من غير المرغوب أن تعرف كورتانا هذه المعلومات.
تُدمج ميزات البحث الذكي الموجودة في بنج مع كورتانا، بحيث تُستبدل نسخة تطبيق بنج السابقة -التي كانت تظهر عند الضغط على زر البحث- بكورتانا.
هذه الميزة واللتي هي حاليا بنسختها التجريبية صدرت في الولايات المتحدة في النصف الأول من 2014, أما الصين، المملكة المتحدة، الهند، كندا وأستراليا فصدر في آب من نفس السنة. وسوف تصدر إلى المزيد من البلدان والمناطق في أواخر عام 2014 وأوائل ال2015.
مايكروسوفت ألزمت نفسها بتحديث كورتانا مرتين شهريا وإضافة ميزات جديدة هذه الميزات والإضافات قد تحتوي إضافة ردود جديدة كردود عيد الفصح، تحسينات في واجهة المستخدم وتغيرات على الصوت.

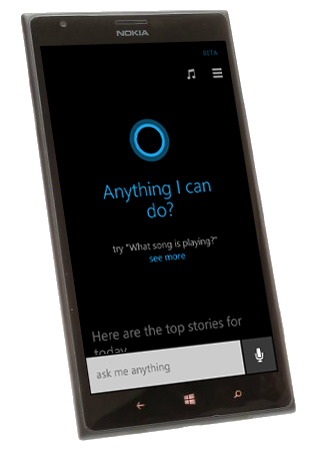
كورتانا في ويندوز فون 8.1
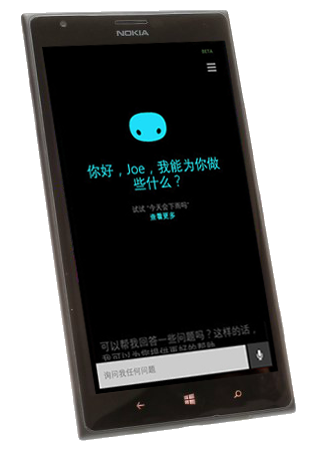
كورتانا النسخة الصينية

### المتصفح
يستخدم نظام ويندوز فون 8.1 نسخةَ الهاتفِ من متصفح إنترنت إكسبلورر 11 كمتصفحه الإفتراضي. يحمل إنترنت إكسبلورر 11 العديد من التحسينات الخاصة بنظيره على جهاز الحاسوب، بحيث يحتوي على دعمٍ لـ WebG, نمط التصفح الخاص، نمط القراءة وإمكانية السحب يميناً أو يساراً للرجوع للصفحة السابقة أو الذهاب للتالية. يحتوي المتصفح المحدّث على دعمٍ لمُشغل إتش تى إم إل 5 فيديو مع دعمٍ لإعادة تشغيل مُضمنة والشروحات المغلقة، البلاطات الحية الخاصة بالمواقع التي تعمل بأسلوب ويندوز 8. وعلاوة على ذلك، يمكن للمستخدمين الآن فتح عدد غير محدود من علامات التبويب، بدلا من 6 في الحد الأقصى السابق.
في حال كان المستخدم قد سجل دخوله مستخدماً حسابَ مايكروسوفت في كلا جهازي الويندوز 8 والويندوز فون، ستتم مزامنة علامات التبويب الخاصة به تلقائياً.

### متجر ويندوز فون وتطبيقاته

#### بنية التطبيق
يمكن إنشاء تطبيقات ويندوز فون 8.1 بنفس نمط البرمجية التطبيقية التي بمتجر تطبيقات ويندوز 8, مبنية على أساس الـ (Windows Runtime), وإمتداد تطبيقات الويندوز فون أصبح الآن".appx" (وهو نفسه المستخدم في تطبيقات متجر ويندوز) بدلاً من الإمتداد التقليدي للويندوز فون ".xap". متجر تطبيقات ويندوز فون 8.1 أصبح يحدث التطبيقات بشكلٍ تلقائي، يمكن للمستخدم كذلك تفقد وجود التحديثات للتطبيقات الموجودة على الجهاز يدوياً، ويضيف المتجر في ويندوز فون 8.1 أيضاً خيار تحديث التطبيقات عن طريق الواي فاي فقط.
يمكن لمطوري التطبيقات الآن أن يطوروا تطبيقاتهم باستعمال سي شارب، فيجوال بيزك دوت نت، إطار عمل دوت نت، C++/CX, إتش تي إم إل 5 وجافا سكريبت، كما في ويندوز 8.
سوف يكون متاحاً للمطورين أن ينشئوا «تطبيقات عالمية» لكلا نظامي ويندوز فون 8.1 وويندوز 8 اللذان يشتركان بكل الشيفرة تقريباً، عدا تلك المتخصصة بالمنصة، كواجهة المستخدم وواجهة برمجة التطبيقات.
أي من التطبيقات التي يتم تنصيبها على ويندوز 8 ستظهر تلقائياً في قائمة تطبيقاتي الخاصة بالمستخدم في ويندوز فون 8.1.
وستعمل التطبيقات التي تم انشاؤها لنظامي ويندوز فون 8 وويندوز فون 7 تلقائياً في ويندوز فون 8.1, لكن التطبيقات اللتي يتم إنشاؤها لنظام ويندوز فون 8.1 لن تعمل على النسخ السابقة من النظام.